# 마자오쉬

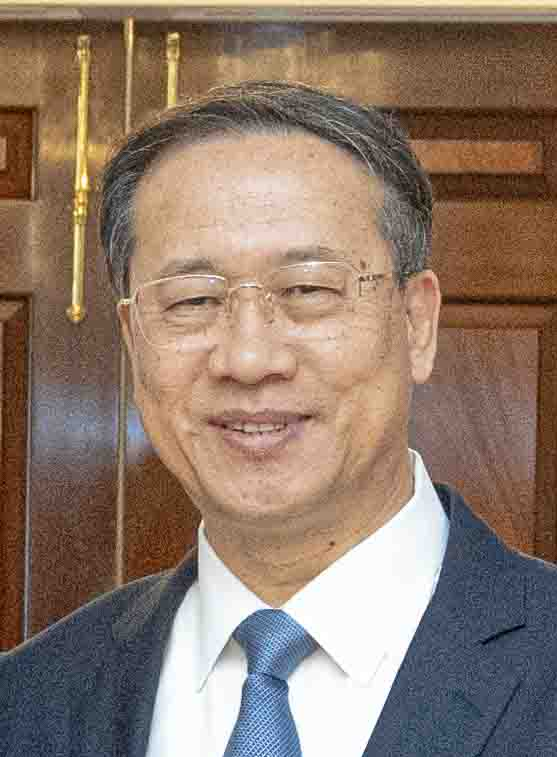
2024

마자오쉬(중국어: 马朝旭, 병음: Mū Zhāoxù, 1963년 9월 1일 ~ )는 중국의 외교관이자 현재 중화인민공화국 외교부 차관이다.
이전에 호주 주재 중화인민공화국 대사, 중화인민공화국 외교부 대변인, 정보국 국장을 역임했다. 또한 2018년 1월부터 2019년 7월까지 뉴욕에서 유엔 중국 상임대표를 역임했다.